# Luol Deng
Luol Michael Deng (ur. 16 kwietnia 1985 w Wau w Sudanie) – brytyjski koszykarz pochodzenia południowosudańskiego, grający na pozycji niskiego skrzydłowego.
W 2003 został uznany za najlepszego zawodnika szkół średnich stanu New Jersey (New Jersey Gatorade Player of the Year). Wystąpił też w meczu gwiazd amerykańskich szkół średnich - McDonald’s All-American.
Rodzina pochodzącego z plemienia Dinków Denga uciekła z ojczyzny, najpierw zamieszkując w Egipcie, a następnie w Wielkiej Brytanii. W latach 2003–2004 studiował na uniwersytecie Duke. Do NBA trafił w 2004, kiedy to został wybrany z 7 numerem draftu przez Phoenix Suns. Jednakże natychmiast oddano go do Chicago Bulls. 7 stycznia 2014 został oddany w wymianie do Cleveland Cavaliers w zamian za Andrew Bynuma i wybory w drafcie. 15 lipca 2014 podpisał kontrakt z Miami Heat.
7 lipca 2016 podpisał kontrakt z Los Angeles Lakers. 1 września 2018 został zwolniony. 10 września dołączył do Minnesoty Timberwolves.
Jest kuzynem koszykarza Denga Gai.

## Osiągnięcia
Stan na 25 lipca 2017, na podstawie, o ile nie zaznaczono inaczej.
NCAA
- Uczestnik rozgrywek NCAA Final Four (2004)
- Mistrz sezonu regularnego konferencji Atlantic Coast (ACC – 2004)
- Najlepszy pierwszoroczny zawodnik NCAA (2004 według United States Basketball Writers Association – USBWA)[12]
- Zaliczony do:
  - I składu:
    - najlepszych zawodników pierwszorocznych ACC (2004)
    - turnieju Great Alaska Shootout (2004)

  - II turnieju ACC (2004)
  - III składu ACC (2004)

NBA
- Uczestnik:
  - meczu gwiazd NBA (2012, 2013)
  - Rising Stars Challenge (2005, 2006)
- Laureat:
  - NBA Sportsmanship Award (2007)[13]
  - J. Walter Kennedy Citizenship Award (2014)[14]
- Zaliczony do:
  - I składu debiutantów NBA (2005)[15]
  - II składu defensywnego NBA (2012)[16]
- Lider sezonu regularnego NBA w średniej minut spędzanych na parkiecie (2012, 2013)

Reprezentacja
- Uczestnik:
  - igrzysk olimpijskich (2012 – 9. miejsce)
  - mistrzostw Europy (2011 – 13. miejsce)
  - turnieju London Invitational (2011 – 5. miejsce)